# Drina (wieś)
Drina (cyr. Дрина) – wieś w Bośni i Hercegowinie, w Republice Serbskiej, w gminie Višegrad. W 2013 roku liczyła 8 mieszkańców.